# Kapitan (piłka nożna)

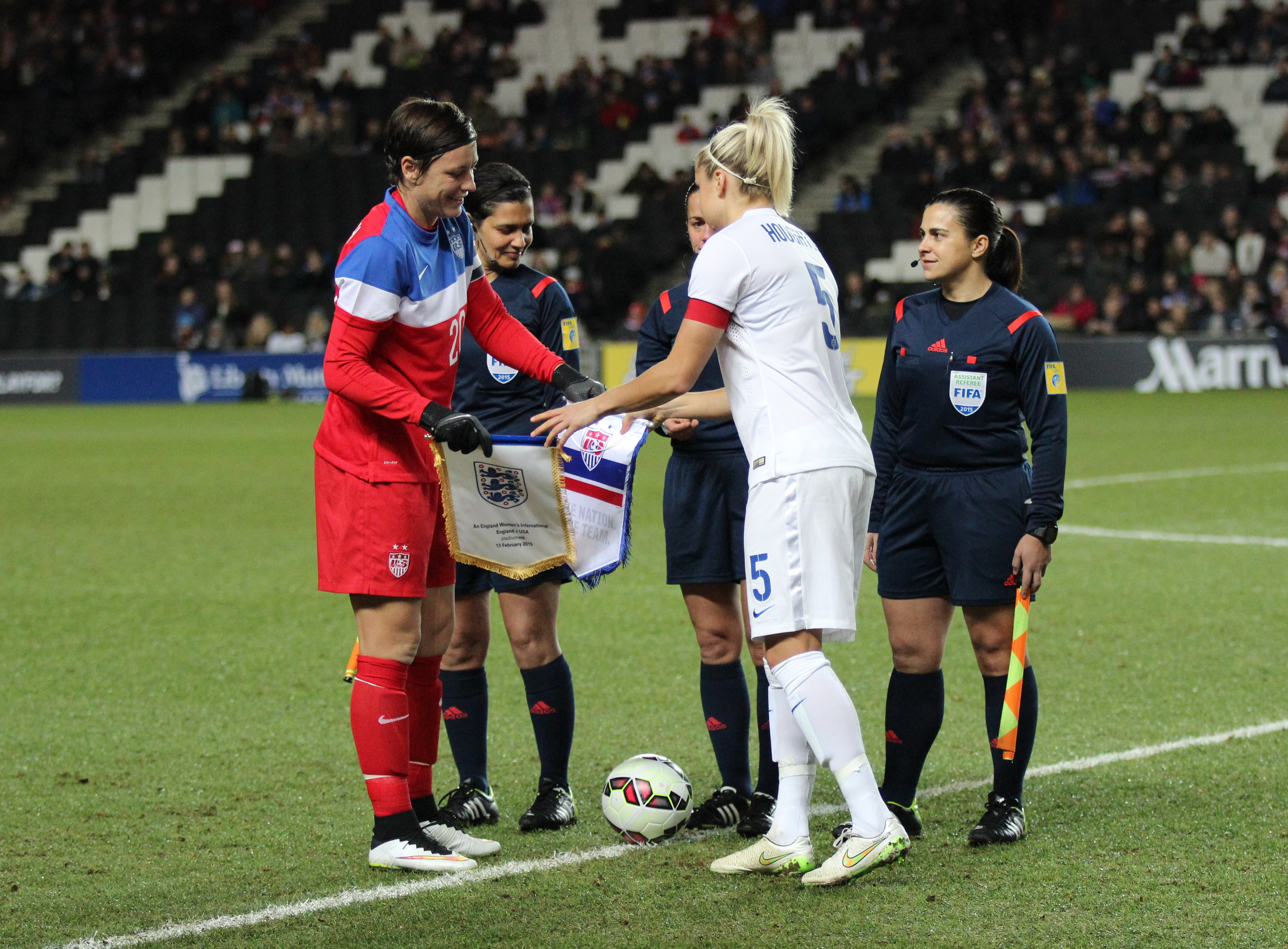
Kapitanowie wymieniające się proporczykami przed meczem

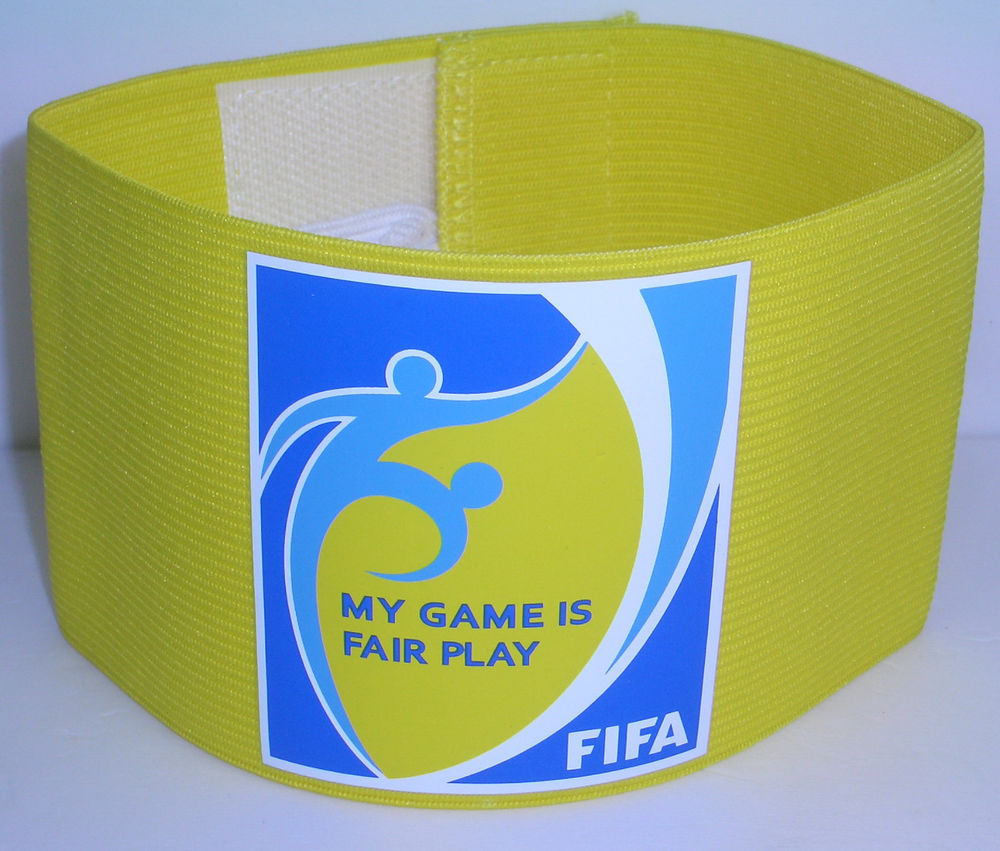
Opaska kapitańska

Kapitan – lider drużyny piłkarskiej. Funkcję tę często pełni osoba, która jest najbardziej doświadczona lub ma największy autorytet wśród piłkarzy danej drużyny. Kapitana najczęściej wybierają na sezon inni członkowie drużyny lub jest on wyznaczany przez trenera. Kapitana można odróżnić od innych dzięki opasce na rękawie.

## Zadania
Według reguł gry kapitan:
- bierze udział w losowaniu przed rozpoczęciem gry w celu wyboru strony pola i drużyny, która rozpocznie grę,
- bierze udział w losowaniu przed serią rzutów karnych po zakończeniu meczu.

Kapitan nie ma żadnych innych przywilejów (m.in. nie może podważać decyzji sędziego), ale odpowiada za zachowanie piłkarzy na boisku. Właśnie to pozwala sędziemu rozmawiać z kapitanem na temat zachowania piłkarzy jego drużyny.
Jeśli kapitan nie może występować na boisku, jego rolę pełni wicekapitan albo osoba wybrana przez trenera.